# Cheney (Washington)
Cheney és una població dels Estats Units a l'estat de Washington. Segons el cens del 2008 tenia 10.385 habitants.

## Demografia
Segons el cens del 2000, Cheney tenia 8.832 habitants, 3.108 habitatges, i 1.529 famílies. La densitat de població era de 833,8 habitants per km².
Dels 3.108 habitatges en un 25,7% hi vivien nens de menys de 18 anys, en un 34,6% hi vivien parelles casades, en un 11,8% dones solteres, i en un 50,8% no eren unitats familiars. En el 30,4% dels habitatges hi vivien persones soles el 5,2% de les quals corresponia a persones de 65 anys o més que vivien soles. El nombre mitjà de persones vivint en cada habitatge era de 2,3 i el nombre mitjà de persones que vivien en cada família era de 2,97.
Per edats la població es repartia de la següent manera: un 18,2% tenia menys de 18 anys, un 41% entre 18 i 24, un 21,6% entre 25 i 44, un 12,9% de 45 a 60 i un 6,2% 65 anys o més.
L'edat mediana era de 23 anys. Per cada 100 dones de 18 o més anys hi havia 85,7 homes.
La renda mediana per habitatge era de 22.593 $ i la renda mediana per família de 37.935 $. Els homes tenien una renda mediana de 27.745 $ mentre que les dones 23.375 $. La renda per capita de la població era de 12.566 $. Aproximadament el 20,1% de les famílies i el 30,9% de la població estaven per davall del llindar de pobresa.

## Poblacions més properes
El següent diagrama mostra les poblacions més properes.